# Галерија грбова Панаме
Галерија грбова Панаме обухвата актуелни Грб Панаме, историјске грбове Панаме и грбове провинција Панаме.

## Актуелни Грб Панаме
- Грб Панаме

## Историјски грбови Панаме
|                                     |                  |                        |                         |                         |
| Санта Марија ла Антигва дел Даријен | Велика Колумбија | Република Нова Гранада | Федерална Држава Панама | Федерална Држава Панама |
| 1510                                | 1821—1830.       | 1830—1858.             | 1858—1863.              | 1863—1886.              |

## Грбови провинција Панаме
- Грб провинције Бокас дел Торо
- Грб провинције Верагвас
- Грб провинције Даријен
- Грб провинције Ерера
- Грб провинције Западна Панама
- Грб провинције Кокле
- Грб провинције Колон
- Грб провинције Лос Сантос
- Грб провинције Панама
- Грб провинције Чирики